# M1097 Avenger
M1097 Avenger Air Defense System – amerykański system obrony przeciwlotniczej używany zarówno przez Armię Amerykańską, jak i Korpus Piechoty Morskiej Stanów Zjednoczonych. Zapewnia on mobilną i skuteczną ochronę oddziałów naziemnych przeciwko pociskom manewrującym, bezzałogowym pojazdom latającym, nisko lecącym samolotom oraz śmigłowcom. Avenger jest w użyciu od roku 1993, kiedy to zastąpił pojazdy M163 Vulcan.

## Opis
System Avenger składa się z wieżyczki przeciwlotniczej zamontowanej na zmodyfikowanym pojeździe HMMWV. Wieżyczka posiada dwie wyrzutnie rakiet FIM-92 Stinger. W każdej z nich mogą znajdować się cztery rakiety kierowane typu "fire-and-forget" kierowane na podczerwień lub ultrafiolet. Dodatkowo, w pojeździe zamontowany jest karabin maszynowy M3P, będący modyfikacją karabinu M2.